# Pierre Auriol
Pour les articles homonymes, voir Auriol.

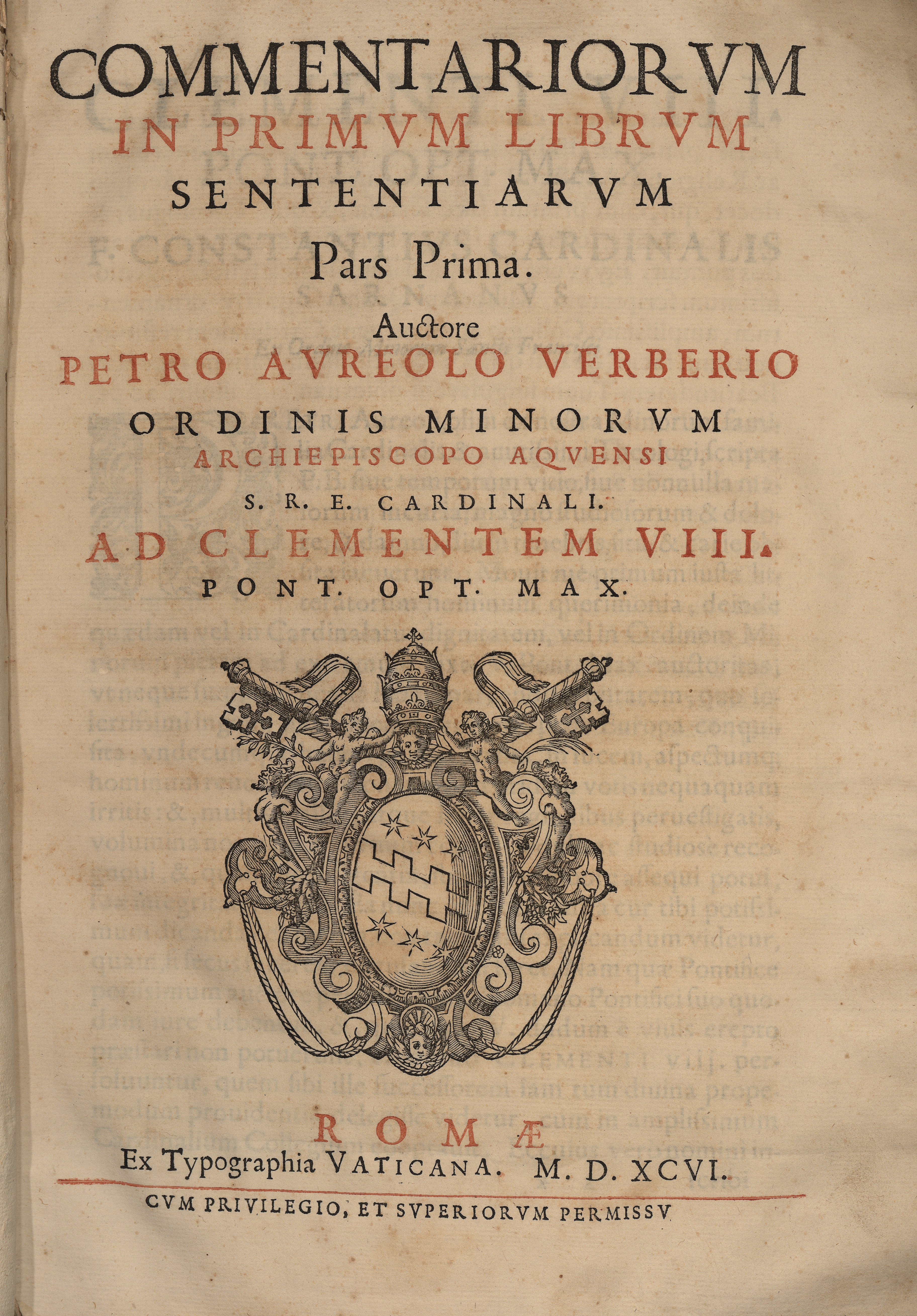
Commentarii in libros sententiarum

Pierre Auriol (1280-1322) est un théologien franciscain, né selon les auteurs près de Gourdon, dans le Quercy, ou à Verberie, dans l'Oise.

## Biographie
En 1304, Pierre Auriol étudie à l'université de Paris, où il suit peut-être l'enseignement de Jean Duns Scot. En 1314, il enseigne à Toulouse puis à Paris. Il est nommé archevêque d'Aix en 1321. Au sujet de l'Immaculée Conception, il estime, comme Jean Duns Scot contre l'avis de Bonaventure et Thomas d'Aquin, que Dieu préserva réellement la Vierge Marie du péché originel (Tractatus de conceptione Beatae Mariae Virginis). 
Dans son De principiis  (1312), Pierre Auriol étudie la matière et la forme. 
Il propose une théorie de la connaissance qui oppose les concepts de connaissance intuitive et de connaissance abstractive ; L'expérience montre non seulement la possibilité mais la réalité de la connaissance intuitive.
- Pour Pierre Auriol, le caractère absolu de la connaissance intuitive est tel que Dieu peut la maintenir alors que tout rapport à la chose a disparu, et que la chose elle-même n'existe plus. Elle est une connaissance directe, présentielle, actualisatrice de l'objet tandis que, par abstraction, les choses apparaissent d'une façon quasi imaginaire et comme absente.
- L'expérience montre encore que l'on doit, dans la connaissance sensible et à plus forte raison dans la connaissance intellectuelle, faire la distinction entre l'être apparent ou intentionnel et l'être réel. L'intellect place la chose devant son regard, dans l'être vu et objectivement apparent.

Pierre Auriol en vient ainsi à une théorie de l'universel. L'intellect ne conçoit ni son acte, ni l'objet connu en tant qu'il fonde la relation à l'acte de connaître, mais le concept objectif lui-même. Toute chose est par elle-même singulière, mais l'individuation par la quantité soustrait l'individu à l'appréhension de notre intelligence. D'autre part, il est impossible qu'une espèce ou similitude représente le singulier comme tel si elle ne le représente pas dans sa situation propre. L'individu sera perçu non par l'intellect lui-même, mais par l'imagination à laquelle il est naturellement conjoint dans l'acte de connaître.